# Filagre
Filagre (en llatí Philager, en grec Φίλαγρος) va ser un retòric grec de Cilícia deixeble de Publi Hordeoni Lol·lià, que va viure al segle ii. El menciona Filostrat, que diu que era vehement i barallós, i que va viure a Roma després d'estar en altres llocs.